# Heterobranchus
Heterobranchus — рід риб родини Кларієві ряду сомоподібних. Має 4 види. Викопні види відносять до пізнього пліоцену.

## Опис
Загальна довжина представників цього роду коливається від 65 до 150 см при максимальній вазі 55 кг. Голова широка, сплощена зверху. Очі невеличкі. Є 3 пари вусів. Тулуб масивний, кремезний. Спинний плавець високий, широкий, помірно довгий. Грудні плавці невеличкі, з короткою основою. Черевні плавці поступаються груднім плавцям. Жировий плавець доволі довгий, широкий. Анальний плавець доволі довгий. Хвіст короткий, широкий, з округлим кінцем.
Забарвлення коричневе та чорне з різними відтінками.

## Спосіб життя
Зустрічаються тільки в великих річках і озерах. Живуть на глибоких ділянках цих водойм. Активні вночі. Живляться будь живністю, здатної пролізти до рота. Цих сомів можна побачити біля містків, з яких місцеві жителі викидають у воду харчові відходи.
Є об'єктом комерційного рибальства.
Тривалість життя становить понад 12 років.

## Розповсюдження
Мешкають у басейні річок Конго, Ніл, Нігер, Вольта та озері Чад.

## Види
- Heterobranchus bidorsalis
- Heterobranchus boulengeri
- Heterobranchus isopterus
- Heterobranchus longifilis